# Dmitri Skobeltsyn

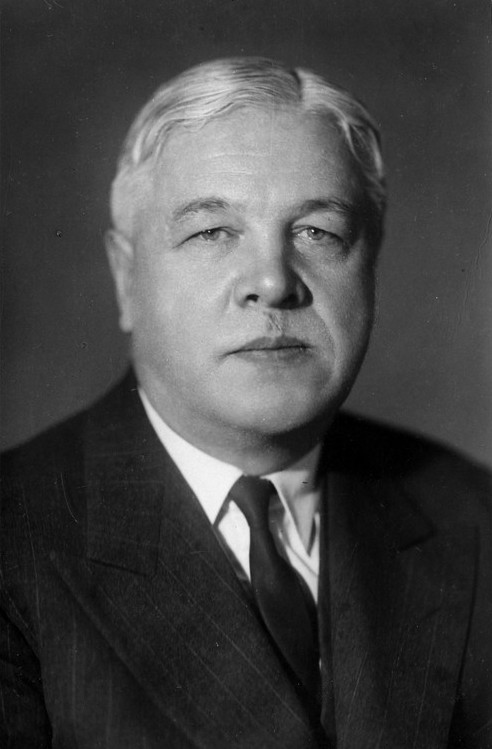
Dmitri Skobeltsyn

Dmitri Vladimirovich Skobeltsyn (em russo:  Дмитрий Владимирович Скобельцын) (São Petersburgo, 12 de novembro de 1892 — 16 de novembro de 1990) foi um físico soviético.
Dmitri Skobeltsyn recebeu o Prêmio Stalin em 1950, seis Ordens de Lenin e diversas outras ordens e medalhas.
Em 1923, usando um câmara de nuvens tentando detectar radiação gama em raios cósmicos, Skobeltsyn detectou partículas que agiam como elétrons, mas curvadas no sentido oposto em um campo magnético. Ficou intrigado com estes resultados, os quais permaneceram inexplicados até a descoberta dos posítrons em 1931.